# Nathorstland (Spitsbergen)
Nathorstland (Noors: Nathorst Land) is een schiereiland op het eiland Spitsbergen, dat deel uitmaakt van de Noorse eilandengroep Spitsbergen.
Het schiereiland wordt aan de noordzijde begrensd door het Van Mijenfjorden, in het oosten door de gletsjers Paulabreen, benedendeel van Moršnevbreen, bovendeel Strongbreen, Sokkelbreen en Doktorbreen, in het zuiden door het Van Keulenfjorden en in het westen door het fjord Bellsund. Ten noorden van Nathorst Land ligt aan de overzijde van het fjord het Nordenskiöldland, ten noordoosten Heerland, ten zuidoosten Torellland en aan de overzijde van het fjord in het zuiden Wedel Jarlsbergland.
Het schiereiland is vernoemd naar de Zweedse arctische ontdekkingsreiziger Alfred Gabriel Nathorst.